# Bibliotekarz: Tajemnica włóczni

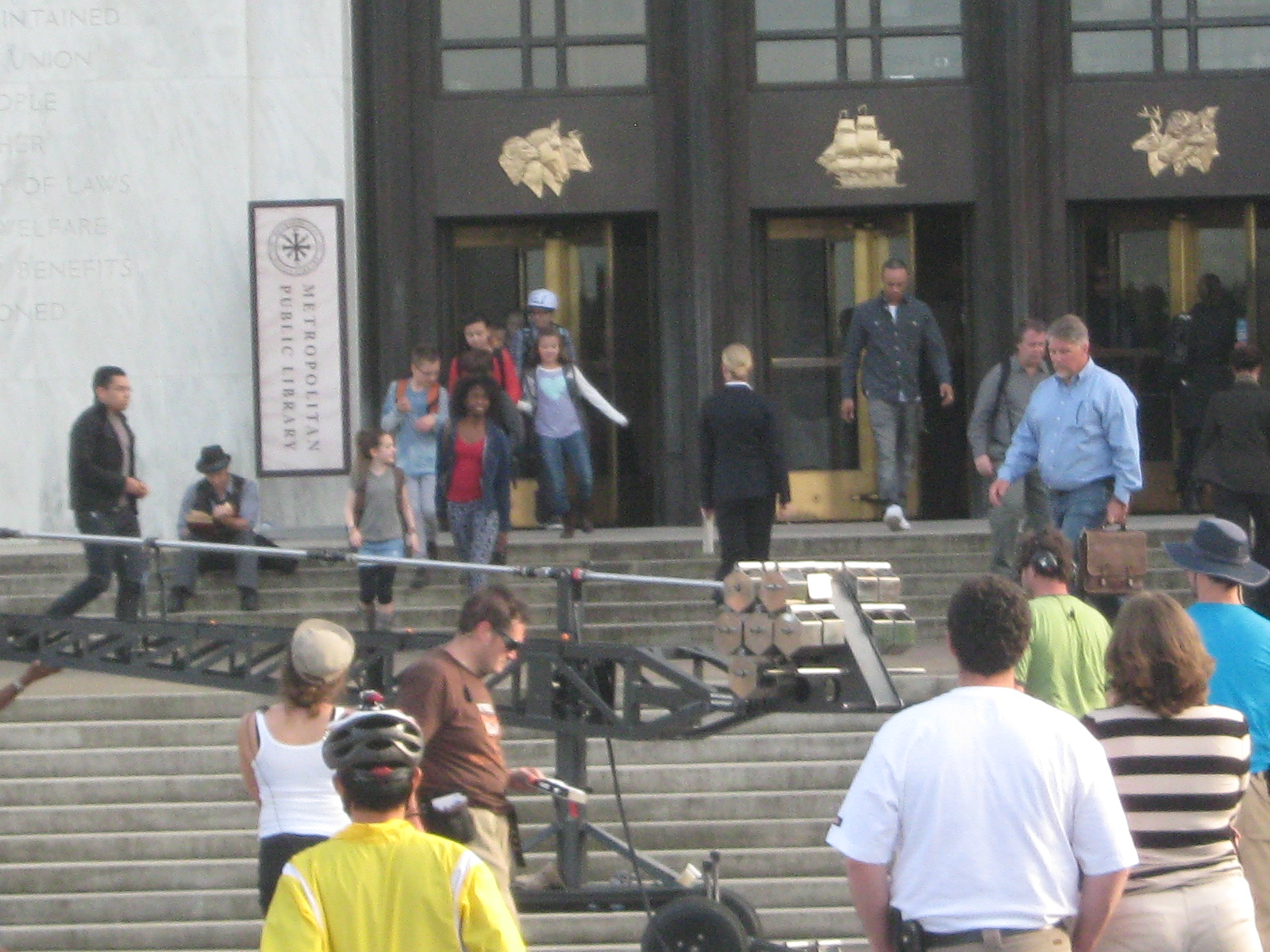
Kapitol Stanowy Oregonu, posłużył kilkakrotnie filmowcom jako Biblioteka Miejska.

Bibliotekarz: Tajemnica włóczni – film przygodowy z 2004 roku w reżyserii Petera Winthera. W głównych rolach występują Noah Wyle i Jane Curtin.
W 2006 roku wydano sequel Bibliotekarz II: Tajemnice kopalni króla Salomona, a w 2008 roku drugi pt. Bibliotekarz III: Klątwa kielicha Judasza.

## Treść
Mól książkowy Flynn Carsen otrzymuje ofertę pracy jako bibliotekarz. Jego zadaniem jest pilnowanie tajemniczego pokoju w podziemiach biblioteki, w którym znajdują się największe legendarne skarby świata, takie jak Excalibur czy Puszka Pandory. Przechowywana jest tu również jedna z trzech części świętej włóczni. Osoba, która jest w jej posiadaniu, będzie w stanie posiąść absolutną władzę na świecie. Gdy pewnej nocy oszczep zostaje skradziony, Flynn musi podjąć się odnalezienia skradzionego artefaktu oraz dwóch pozostałych części włóczni. Pomaga mu w tym Nicole. Bohater tradycyjnie musi uratować przy tym świat.

## Obsada
- Noah Wyle: Flynn Carsen
- Sonya Walger: Nicole Noone
- Bob Newhart: Judson
- Jane Curtin: Charlene
- Kyle MacLachlan: Edward Wilde
- Olympia Dukakis: Margie Carsen
- Kelly Hu: Lana
- Lisa Brenner: Debra